# دورة فرنسا المفتوحة 2008
قائمة ببطولات فرنسا المفتوحة لسنة 2008:

## الكبار

### فردي رجال
رفائيل نادال هزم  روجيه فيدرير, النتيجة: 6–1, 6–3, 6–0
- رابع ألقاب نادال في السنة, والسابع والعشرين في مشواره. وأول بطولة كبرى في السنة, ورابع بطولة كبرى في مشواره, ورابع لقب له في نفس البطولة, بعد 2005، 2006 و2007.

### فردي سيدات
آنا ايفانوفيتش هزم  دينارا سافينا، النتيجة: 6–4, 6–3
- كانت ثاني ألقاب آنا إيفانوفيتش في السنة، والسابع في مشوارها. وأول لقب بطولة كبرى لها.

### زوجي رجال
بابلو كويفاس و لويس هورنا هزم  دانييل نيستور و نيناد زيمونيتش، النتيجة:6–2, 6–3

### زوجي سيدات
أنابيل ميدينا غاريغيس و فيرخينيا روانو باسكوال هزم  كاسي ديلاكوا و فرانسيسكا شيافوني، النتيجة:2–6, 7–5, 6–4

### زوجي مختلط
فيكتوريا ازارينكا و بوب براين هزم  كاترينا سريبوتنيك و نيناد زيمونيتش، النتيجة:6–2, 7–6(4)

## الشباب

### فردي أولاد
تسونغ هاو يانغ هزم  يرجي يانوفيتز, النتيجة:6–3, 7–6(5)

### فردي بنات
سيمونا هاليب هزم  إلينا بوغدان, 6–4, 6–7(3), 6–2

### زوجي أولاد
هنري كونتينين و كريستوفور رنجكارت هزم  جان فريدريك برونكن و مات رايد, النتيجة:6–0, 6–3

### زوجي بنات
بولونا هيروكوغ و  جيسيكا مور هزم  ليزلي كيركوف و أرانتكسا روس, النتيجة:5–7, 6–1, 10–7